# (5338) Michelblanc
Pour les articles homonymes, voir Michel Blanc (homonymie) et Blanc (homonymie).
(5338) Michelblanc est un astéroïde de la ceinture principale.

## Description
(5338) Michelblanc est un astéroïde de la ceinture principale.
Il fut découvert par Henry E. Holt le 13 septembre 1991 à l'observatoire Palomar. Il présente une orbite caractérisée par un demi-grand axe de 2,87 UA, une excentricité de 0,074 et une inclinaison de 3,35° par rapport à l'écliptique.
Il fut nommé en hommage à Michel Blanc, planétologue et directeur de l'observatoire du Pic du Midi.

## Compléments